# Isaac Henry Burkill
Pour les articles homonymes, voir Burkill.
Isaac Henry Burkill (18 mai 1870 – 8 mars 1965) est un botaniste anglais qui a travaillé en Inde et dans les Établissements des détroits.